# BGH
BGH es una empresa argentina de tecnología fundada en 1913 bajo el nombre de Boris Garfunkel e Hijos (BGH), por el inmigrante ruso Boris Garfunkel. Aunque se dedica a la tecnología, inició sus actividades comerciales como una mueblería.

## Historia
En los años 1930 y 1940, la empresa se dedicó a la venta al público y a la distribución de productos importados en todo el país: baterías, artículos de ferretería, púas para fonógrafos, entre otros. En esa década se lanza a la búsqueda de socios tecnológicos en distintas partes del mundo, como parte de un proceso de crecimiento e impulsado por su experiencia como importador.
Finalmente, hacia la década de 1950, se transforma en Sociedad Anónima y comienza a cotizar en la Bolsa de Comercio de Buenos Aires. En esa época firmó acuerdos con Gilera Argentina SRL para la distribución de motocicletas y con Stucchi, Atala y Pegasus, para la comercialización de bicicletas.
Para fines de esta década, BGH comercializaba una amplia gama de productos compuesta por refrigeradores, queroseno, gas, lavadoras, cocinas a gas, máquinas de coser, aspiradoras, calefactores y ventiladores, entre otros.
En los años 1960, BGH cierra convenios muy importantes, el primero con Fedders Int’l (Estados Unidos) y el segundo con Motorola, también estadounidense, que lo consolidan como fabricante.
A partir de estas nuevas relaciones comerciales se transforma en el primer fabricante de aire acondicionado en el país y también en el fabricante exclusivo de equipos de radiocomunicaciones Motorola. Por esos años inaugura la planta de fabricación en Martínez, que no existe en la actualidad, y la planta industrial en la provincia de Tucumán, que cerró en febrero de 2018.
Hacia la década de 1970, BGH suma a más socios internacionales: la empresa alemana Telefunken y la representación exclusiva de la marca francesa Moulinex y con ello se lanza a la fabricación y distribución de televisores y de pequeños electrodomésticos, respectivamente.
Con este impulso, BGH inicia sus actividades en la Planta de Río Grande, Tierra del Fuego.
Conformó un joint venture con Motorola y BellSouth para el nacimiento de Movicom, el primer operador de telefonía celular de Argentina; y, con Motorola para la formación de la compañía de servicio de paging Radiomensaje. Fue el primer fabricante de teléfonos móviles en el país.
BGH introduce el horno de microondas en el mercado local con la BGH Quick Chef.
En la década de 1990 se firman acuerdos con Thomson Consumer Electronics (Estados Unidos) para la fabricación y distribución de la línea de electrónica de consumo General Electric, con Lucent Technologies para la distribución de centrales telefónicas y con Alpine (Japón) para la fabricación de autorradios.
BGH inicia la apertura de locales de reparación y diagnóstico para equipos Motorola. Al poco tiempo replica esta experiencia en Brasil y comienza su expansión.
En Chile incursiona en el mercado local de acondicionadores de aire centrales mediante su filial Fairco Chile.
Junto al Deutsche Bank y Bradesco, entidad bancaria de Brasil, entre otros, BGH invierte en la compra de CPM do Brasil, empresa dedicada a los negocios de tecnología informática.
Desde 2002, a través de la firma de un acuerdo de distribución, BGH provee soluciones corporativas de voz y datos de Nortel Networks, centrales telefónicas privadas, infraestructura de datos, telefonía de Internet, call centers, y equipos de redes locales y de banda ancha.
En el año 2006 BGH lanza marcas propias en electrónica e informática: BGH Feelnology y BGH e-Nova.
En 2009 BGH comienza a operar su Centro de Distribución en Carlos Spegazzini, Ezeiza, desde el cual realiza la logística y despacho a todos los clientes de la compañía. Meses más tarde, inaugura la nueva planta industrial en Río Grande, con una superficie de 30 000 m², con tecnología de punta y altos estándares de calidad.
En 2010 firma acuerdos de fabricación con las empresas de teléfonos móviles Sony Ericsson, Huawei y ZTE.
En 2010 BGH firma un joint venture junto a Positivo Informática de Brasil para iniciar la fabricación y comercialización de notebooks, laptops, desktops, all in one, e-books y tabletas.